# Esna Boyd
Esna Boyd (* 21. September 1899 in Melbourne, Australien; † 8. April 1966 in Schottland) war eine australische Tennisspielerin.
Sie stand von 1922 bis 1928 sieben Jahre in Folge im Endspiel der Australischen Tennismeisterschaften im Dameneinzel. Im Jahr 1927 konnte sie Sylvia Lance Harper mit 5:7, 6:1 und 6:2 bezwingen und ihre einzige Meisterschaft erringen.
Mit ihrer Doppelpartnerin Marjorie Mountain gewann sie das 1922 erstmals ausgetragene Damendoppel der Australischen Meisterschaften. Den Titel konnte sie mit Sylvia Lance Harper im folgenden Jahr verteidigen. 1924 trat sie erneut mit Marjorie Mountain an, verlor aber im Halbfinale. 1925 erreichte sie mit ihrer dritten Partnerin Kathleen Le Messurier wieder das Finale, das sie aber nicht gewinnen konnte. Im folgenden Jahr 1926 konnte sie den Doppeltitel zum dritten Mal gewinnen, diesmal zusammen mit Meryl O’Hara Wood. Auch 1927 stand sie wieder im Finale der Doppelkonkurrenz, wieder mit Sylvia Lance Harper, konnte sich aber diesmal nicht durchsetzen. Mit ihrer fünften Partnerin Daphne Akhurst gelang ihr 1928 der vierte Gewinn der Doppelkonkurrenz.
Auch im Mixed-Wettbewerb war sie dreimal erfolgreich. 1922, 1926 und 1927 siegte sie zusammen mit John Hawkes. 1923 erreichte sie mit Pat O’Hara Wood das Halbfinale. 1924 und 1925 trat sie mit Garton Hone an und erreichte erst das Finale und im Folgejahr das Halbfinale.

## Persönliches
Im Oktober 1928 verlobte sie sich mit Angus Robertson in London. Die Hochzeit fand am 12. März 1929 in Edinburgh statt.